# Footballhelm

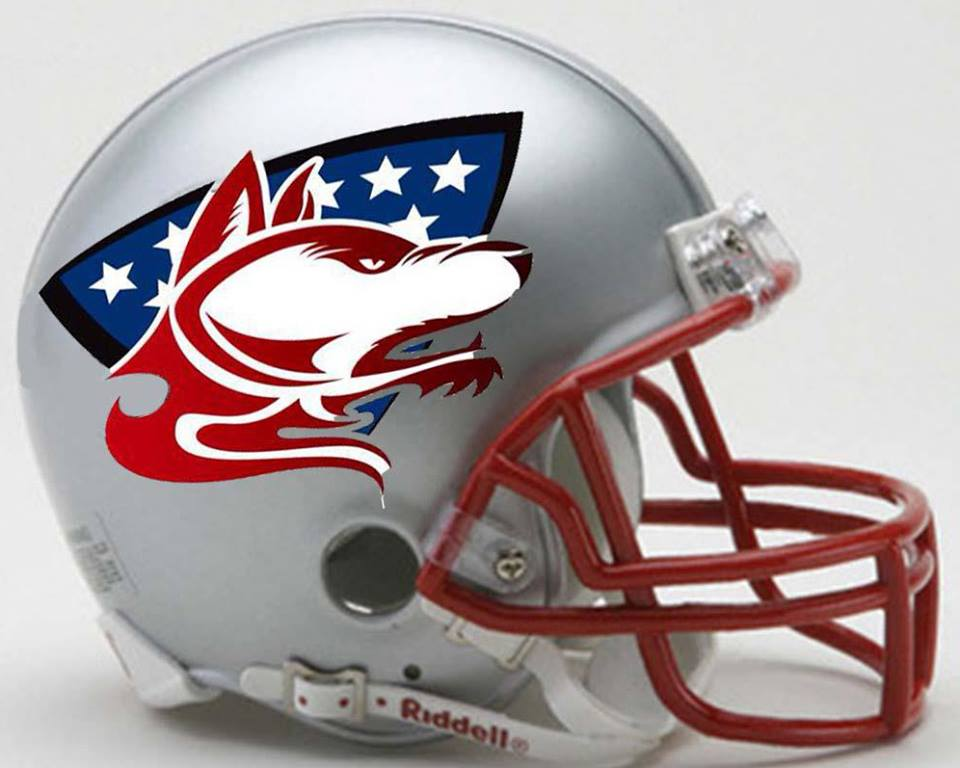
Footballhelm mit typisch massiver Facemask

Ein Footballhelm ist ein Helm, der zum Schutz vor Verletzungen beim American Football getragen wird. Er besteht aus sehr stabilen Materialien. Die Helmschale besteht aus Kunststoff, die Facemask aus Stahl und die Polsterung besteht aus weichem Kunststoff und kann bei manchen Helmen aufgeblasen werden. Durch die Materialien ist der Helm sicher und bequem zugleich. Üblicherweise haben Footballhelme eine Maximalnutzzeit von etwa 10 Jahren.